# Туманность Чайка
Туманность Чайка (часто ошибочно называемая IC 2177) — комплекс эмиссионных и отражательных туманностей и рассеянных звёздных скоплений на границе созвездий Единорога и Большого Пса.
Туманность располагается на расстоянии примерно 9° к северо-востоку от Сириуса (по направлению к Проциону), в области, богатой молодыми горячими голубыми звёздами, называющейся звёздной ассоциацией Canis Major OB1 (изначально она называлась Canis Major R1 из-за большого количества отражательных туманностей). Её можно наблюдать боковым зрением даже в хороший бинокль, при этом она представляется слабым удлинённым в направлении ССВ—ЮЮЗ гало. Форма чайки в полёте, благодаря которой туманность получила своё название, хорошо видна в большие телескопы, и занимает в длину более 2°.
С физической точки зрения Туманность Чайка представляет собой область ионизированного водорода, в которой происходит активное звездообразование, о чём говорит наличие множества инфракрасных и рентгеновских источников, ассоциируемых с молодыми или формирующимися звёздами. В окрестности туманности располагаются множество других мелких туманностей, некоторые из которых являются отражательными, узнаваемыми по голубоватому цвету. В этой области также присутствуют рассеянные звёздные скопления, например, NGC 2353.
К востоку от этого комплекса располагается другая, менее протяжённая и менее выраженная, туманность — LBN 1036. Обе туманности являются частями одного и того же молекулярного облака, форма которого обусловлена взрывом сверхновой около 500 тысяч лет назад. Физический диаметр облака составляет примерно 100 парсек.

## Наблюдение
Туманность Чайка располагается в северной части созвездия Большого Пса на границе с Единорогом. Её можно легко найти примерно в 3° градусах к северо-востоку от θ Большого Пса, оранжевого гиганта 4-й величины, в свою очередь, находящейся к северо-северо-востоку от Сириуса. Даже в хороший бинокль в этой области будут различимы несколько звёздных скоплений. В небольшие любительские телескопы с апертурой ~140 мм туманность будет представляться в виде слабой светлой полосы, вытянутой в направлении ССВ—ЮЮЗ, при этом некоторые области, например, IC 2177, окружающая звезду 7-й величины HD 53367 и представляющая «голову» Чайки, будут несколько ярче. На фотографиях «крылья» Чайки будет занимать более чем 2° в длину, в её окружении можно будет обнаружить ряд других туманностей, например, LBN 1036, которая физически является частью этого комплекса, а также несколько отражательных туманностей.
В средней полосе северного полушария туманность можно наблюдать в вечернем небе с декабря по апрель. В районах, близких к полярному кругу, она будет видна рядом с горизонтом. В тропических широтах южного полушария она располагается почти в зените.